# さくまゆみこ
さくま ゆみこ（作間 由美子、1947年 - ）は、日本の翻訳家。日本国際児童図書評議会（JBBY）理事。

## 人物
東京都出身。東京都立大学人文学部仏文科卒業。出版社勤務、フリーの編集者、玉川大学大学院英米文学科講師、白百合女子大学児童文化学科講師、青山学院女子短期大学子ども学科教授（2016年退官）などを経て、現在は翻訳家。
1999年『もうひとつの「アンネの日記」』で第46回産経児童出版文化賞・大賞受賞。著書に『エンザロ村のかまど』（福音館書店）、『どうしてアフリカ？　どうして図書館？』（あかね書房）、『明日の平和をさがす本』（共著、岩崎書店）など。
訳書は、絵本からYA小説、研究書に至るまで230点を超える。なかでもアフリカ人作家、アフリカ系アメリカ人作家の作品も多数翻訳している。また、アフリカ子どもの本プロジェクトの代表として、アフリカの子どもに本を届ける活動や、アフリカの文化や子どものことを日本の子どもに伝える活動もしている。
日本ペンクラブ「子どもの本」委員。

## 主な受賞歴
- 1989年 『カマキリと月〜南アフリカの八つのお話』マーグリート・ポーランド/著、リー・ヴォイト/絵、福音館書店、2004.4、ISBN 978-4-8340-0663-6 - 第36回 産経児童出版文化賞・賞受賞[6]
- 1998年 『ゆき』ユリ・シュルヴィッツ/作、あすなろ書房、1998.11、ISBN 978-4-7515-1972-1 - 第4回日本絵本賞・翻訳絵本賞[7]
- 1999年 『もうひとつの『アンネの日記』』アリソン・レスリー・ゴールド/作、講談社、1998.7、ISBN 978-4-06-209246-3 - 第46回産経児童出版文化賞大賞[3]
- 1999年 『オーブンの中のオウム』ヴィクター・マルティネス/著、講談社、1998.11、ISBN 978-4062616584 - 第46回 産経児童出版文化賞・賞[3]
- 2002年 『マディソン通りの少女たち』ウッドソン/作、ポプラ社、2000.11、ISBN 978-4591066256 - IBBYオナーリスト[8]
- 2002年 『子どもの本の歴史 -写真とイラストでたどる』ピーター・ハント/編、さくま ゆみこ、福本 友美子、こだま ともこ/共訳、柏書房 - 第3回ゲスナー賞 銀賞[9]
- 2005年 『ヒットラーのむすめ』ジャッキー・フレンチ/作、鈴木出版、2004.11、ISBN 978-4790231493 - 第52回 産経児童出版文化賞・JR賞[10]
- 2009年 『おとうさんのちず』ユリ・シュルヴィッツ/作、あすなろ書房、2009.5、ISBN 978-4751525210 - 第15回日本絵本賞・翻訳絵本賞[11]

## 書評、選定など
- 朝日新聞「子どもの本棚」[12]
- 産経児童出版文化賞 選考委員[13]
- 国際アンデルセン賞 作家賞 国内選考委員[14]、
- IBBYオナーリスト 選考委員[15]
- JBBY賞選考委員[16]
- バリアフリー児童図書選考委員[17]
- JBBY「おすすめ！ 日本の子どもの本」選書・執筆委員[18]
- JBBY「おすすめ！ 世界の子どもの本」選書・執筆委員[19]
- Japanese Children’s Books 選書・執筆委員[20]

## 主な著書リスト

### 書籍
- 『キバラカと魔法の馬：アフリカのふしぎばなし』（編訳、太田大八画、冨山房） 1979.9、ISBN 978-4572004352
のち再販（岩波書店） 2019.3、ISBN 978-4-00-114247-1
- 『巨人ムウーカ』（再話、伏原納知子絵、神戸新聞出版センター） 1983.1、ISBN 4-87521-814-1
- 『スホーの馬：アジア・アフリカの民話』（梶山俊夫,本信公久,デービッド・ムズグノ,長野博一,井上洋介絵、小学館） 1990.8、ISBN 978-4092390102
- 『ふしぎの国のアリス』（ルイス・キャロル原作、永田萌絵、小学館、世界の名作2） 1997.11、ISBN 978-4092500020
- 『イギリス7つのファンタジーをめぐる旅』（メディアファクトリー） 2000.2、ISBN 978-4889919240
- 『ファンタジービジネスのしかけかた』（野上暁,こだまともこ,神戸万知共著、講談社） 2003.7、ISBN 978-4062722056
- 『子どもを本好きにする50の方法：+おすすめ本300冊』（柏書房） 2004.4、ISBN 978-4760124930
- 『エンザロ村のかまど (たくさんのふしぎ傑作集) 』（沢田としき絵、福音館書店） 2009.6、ISBN 978-4-8340-2449-4
- 『どうしてアフリカ？ どうして図書館？』（沢田としき絵、あかね書房） 2010、ISBN 978-4-251-09262-5
- 『明日の平和をさがす本：戦争と平和を考える絵本からYAまで300』（宇野和美,土居安子,西山利佳,野上暁共編著、岩崎書店） 2016.11、 ISBN 978-4-265-80228-9

## 主な翻訳書リスト

### 絵本
- 『くまのサーカスザンパーノ』ヤノッシュ/え・ぶん、アリス館牧新社、1978.1
- 『小さな庭師のための大きな本』アンティエ・フォーゲル/著、文化出版局、1979.8
- 『森と牧場のものがたり』ヴィエラ・プロヴァズニコヴァー/文、ヨセフ・ラダ/絵、佑学社、1980.6、ISBN 978-4841600841
- 『小さなコックさんのための大きな本』ユッタ・クルツ/著、文化出版局、1981.12、ISBN 978-4579201631
- 『メリークリスマスー世界の子どものクリスマス』R.B.ウィルソン/文、市川里美/画、冨山房、1983.12、ISBN 978-4572002785
- 『そらにかえれたおひさま』ミラ・ギンズバーグ/文、ホセ・アルエーゴ/エーリアン・デューイ/絵、アリス館、1984.1、ISBN 978-4752040132
- まあくんのバイバイあかちゃん（シリーズ）アロナ・フランケル/え・ぶん アリス館
  - 1『うんちがぽとん』1984.2、ISBN 978-4752010517
  - 2『すやすやおやすみ』1984.2、ISBN 978-4752010524
  - 3『ぱくぱくぺろり！…すききらいなしね！』1984.3、ISBN 978-4752010531
  - 4『ぞうのまあくん』1984.4、ISBN 978-4752010548
  - 5『ことりのいのち』1984.5、ISBN 978-4752010555
- 『三人のおろかもの（イギリス民話）』（絵本+CD）J．ジェイコブズ/再話、司修/絵、ラボ教育センター、1989.07
- 『はじめてのかずのえほん』フランソワーズ・オードリー・イルジック/文、ティエリー・クルタン/絵、小学館、1995.1、ISBN 978-4097270683
- 『はじめてのABCのえほん：My first alphabet』マリー・アニエス・ゴドラ/文、ティエリー・クルタン/絵、小学館、1995.12、ISBN 978-4097270676
- 『サンタのなつやすみ』レイモンド・ブリッグズ/作、あすなろ書房、1998.5、ISBN 978-4-7515-1458-0
- ちいさなぼうけん（シリーズ）モーリス・プレジャー/さく、メディアファクトリー
  - 『こうさぎビリー』1998.9、ISBN 978-4889915396
  - 『ねずみのモーリー』1998.9、ISBN 978-4889915402
  - 『しろくまポリー』1999.11、ISBN 978-4889918977
- 『風が吹くとき』レイモンド・ブリッグズ/作、あすなろ書房、1998.9、ISBN 978-4-7515-1971-4
- 『ゆき』ユリ・シュルヴィッツ/作、あすなろ書房、1998.11、ISBN 978-4751519721 - 第4回日本絵本賞・翻訳絵本賞[7]
- 『スニッピーとスナッピー』ワンダ・ガアグ/ぶん・え、あすなろ書房、1999.3、ISBN 978-4751519745
- 『ぼくのいぬがまいごです!』エズラ・ジャック・キーツ、パット・シェール/作・絵、徳間書店、2000.1、ISBN 978-4198611354
- 『おつきさまはきっと』ケイト・バンクス/文、ゲオルク・ハレンスレーベン/絵、講談社、2000.3、ISBN 978-4062619950
- 『サリーとライオン』クレア・ターレー・ニューベリー/作、光村教育図書、2000.2、ISBN 978-4895726252
- 『おおきなのはら』ジョン・ラングスタッフ/文、フョードル・ロジャンコフスキー/絵、光村教育図書、2000.2、ISBN 978-4895726276
- 『かえるだんなのけっこんしき』ジョン・ラングスタッフ/再話、フョードル・ロジャンコフスキー/絵、光村教育図書、2001、ISBN 978-4895726283
- 『ふれ、ふれ、あめ!』カレン・ヘス/作、ジョン・J.ミュース/絵、岩崎書店、2001.7、ISBN 978-4265068043
- 『あかちゃんのゆりかご』レベッカ・ボンド/作、偕成社、2002.1、ISBN 978-4032026207
- 『おかあさんともりへ』ケイト・バンクス/文、ゲオルク・ハレンスレーベン/絵、講談社、2002.3、ISBN 978-4062621847
- 『クリスマスのちいさな木』E.E.カミングズ/詩、クリス・ラシュカ/作、光村教育図書、2002.11、ISBN 978-4895726320
- 『北の魔女ロウヒ』トニ・デ・ゲレツ/原文、バーバラ・クーニー/絵、あすなろ書房、2003.1、ISBN 978-4751519943
- 『おいしそうなバレエ』ジェイムズ・マーシャル/文、モーリス・センダック/絵、徳間書店、2003.10、ISBN 978-4198617561
- 『ラベンダーせかいいちゆうかんなうさぎ』ポージー・シモンズ/作、あすなろ書房、2004.2、ISBN 978-4751522653
- 『なんだってしてあげるよ』ジョン・ウォレス/文、ハリー・ホース/絵、あすなろ書房、2004.3、ISBN 978-4751522660
- 『オスカーとフー』テオ/ぶん、マイケル・デュドク・ドゥ・ヴィット/え、評論社、2004.7、ISBN 978-4566007932
- 『いのり：聖なる場所』フィリモン・スタージス/文、ジャイルズ・ラロッシュ/絵、光村教育図書、2004.9、ISBN 4-89572-641-X
- ロイス・レンスキーの四季の絵本（シリーズ）ロイス・レンスキー/作、あすなろ書房
  - 『いまはあき』2004.11、ISBN 4-7515-2185-3
  - 『ふゆがすき』2004.11、ISBN 4-7515-2186-1
  - 『はるがきた』2005.3、ISBN 4-7515-2187-X
  - 『たのしいなつ』2005.6、ISBN 4-7515-2188-8
- 『かわっちゃうの？』アンソニー・ブラウン/さく、評論社、2005.3、ISBN 4-566-00808-8
- 『ぼくとくまさん』ユリ・シュルヴィッツ/作、あすなろ書房、2005.5、ISBN 4-7515-2276-0
- 『マックスとたんじょうびケーキ』ローズマリー・ウェルズ/さく、光村教育図書、2005.9、ISBN 4-89572-647-9
- 『オスカーとフーいつまでも』テオ/ぶん、マイケル・デュドク・ドゥ・ヴィット/え、評論社、2005.10、ISBN 4-566-00826-6
- 『ゆきがふったら』レベッカ・ボンド/さく、偕成社、2005.11、ISBN 4-03-201540-6
- 『ひみつのもり』ジーニー・ベイカー/作、光村教育図書、2006.6、ISBN 4-89572-653-3
- 『ねむいねむいおはなし』ユリ・シュルヴィッツ/さく、あすなろ書房、2006.9、ISBN 978-4-7515-2288-2
- 『シャーロットのおくりもの：映画版』 E.B.ホワイト/原作、ケイト・イーガン/文、あすなろ書房、2006.12、ISBN 4-7515-2291-4
- 『ちいさいちゃん』ジェシカ・ミザーヴ/作、主婦の友社、2007.8、ISBN 978-4-07-254373-3
- 『あ、そ、ぼ』ジャック・フォアマン/文、マイケル・フォアマン/絵、小学館、2007.12、ISBN 978-4-09-726294-7
- 『エセルとアーネスト：ほんとうの物語』レイモンド・ブリッグズ/作、小学館、2007.12、ISBN 978-4-09-727243-4
- 『チコときんいろのつばさ』レオ・レオーニ/著、あすなろ書房、2008.8、ISBN 978-4-7515-2514-2
- 『おはなしのもうふ』フェリーダ・ウルフ、ハリエット・メイ・サヴィッツ/文、エレナ・オドリオゾーラ/絵、光村教育図書、2008.10、ISBN 978-4-89572-679-5
- 『わすれられたもり』ローレンス・アンホルト/作・絵、徳間書店、2008.11、ISBN 978-4-19-862643-3
- 『ドーナツだいこうしん』レベッカ・ボンド/さく、偕成社、2009.2、ISBN 978-4-03-202710-5
- 『よぞらをみあげて』ジョナサン・ビーン/作、ほるぷ出版、2009.2、ISBN 978-4-593-50503-6
- 『おとうさんのちず』ユリ・シュルヴィッツ/作、あすなろ書房、2009.5、ISBN 978-4-7515-2521-0
- 『さあ、たべてやる！』ケイト・マクマラン/ぶん、ジム・マクマラン/え、評論社、2009.9、ISBN 978-4-566-00171-8
- 『1つぶのおこめ：さんすうのむかしばなし』デミ/作、光村教育図書、2009.10、ISBN 978-4-89572-686-3
- 『宇宙船プロキシマ号の伝説』ブライアン・グリーン/作、あすなろ書房、2009.10、ISBN 978-4-7515-2529-6
- 『ブルンディバール』トニー・クシュナー/再話、モーリス・センダック/絵、徳間書店、2009.11、ISBN 978-4-19-862856-7
- 『さあ、ひっぱるぞ！』ケイト・マクマラン/ぶん、ジム・マクマラン/え、評論社、2010.6、ISBN 978-4-566-00172-5
- 『おとうさんおかえり』マーガレット・ワイズ・ブラウン/文、スティーヴン・サヴェッジ/絵、ブロンズ新社、2011.2、ISBN 978-4-89309-508-4
- 『まちのいぬといなかのかえる』モー・ウィレムズ/文、ジョン・J.ミュース/絵、岩波書店、2011.2、ISBN 978-4-00-111222-1
- くまのテディ（シリーズ）レスリー・フランシス、ニコラ・スリー/ぶん、ローラ・クーパー/え、日本キリスト教団出版局
  - 『おはよう』2011.2、ISBN 978-4-8184-0774-9
  - 『ごめんなさい』2011.4、ISBN 978-4-8184-0775-6
  - 『おやすみなさい』2011.6、ISBN 978-4-8184-0776-3
- 『くまさんのまほうのえんぴつ』アンソニー・ブラウンとこどもたち/さく、BL出版、2011.10、ISBN 978-4-7764-0483-5
- 『くまさんのおたすけえんぴつ』アンソニー・ブラウン/さく、BL出版、2012.7、ISBN 978-4-7764-0516-0
- 『チャーリーのはじめてのよる』エイミー・ヘスト/ぶん、ヘレン・オクセンバリー/え、岩崎書店、2012.12、ISBN 978-4-265-85033-4
- 『ライオンをかくすには』ヘレン・スティーヴンズ/作、ブロンズ新社、2013.3、ISBN 978-4-89309-560-2
- 『あかちゃんぐまはなにみたの?』アシュリー・ウルフ/文・絵、岩波書店、2013.4、ISBN 978-4-00-111238-2
- 『1はゴリラ：かずのほん』アンソニー・ブラウン/作、岩波書店、2013.6、ISBN 978-4-00-111239-9
- 『ありがとう、チュウ先生：わたしが絵かきになったわけ』パトリシア・ポラッコ/作、岩崎書店、2013.6、ISBN 978-4-265-85038-9
- 『チャーリー、おじいちゃんにあう』エイミー・ヘスト/ぶん、ヘレン・オクセンバリー/え、岩崎書店、2013.12、ISBN 978-4-265-85034-1
- 『ひとりでおとまりしたよるに』フィリパ・ピアス/文、ヘレン・クレイグ/絵、徳間書店、2014.1、ISBN 978-4-19-863741-5
- 『やくそく』ニコラ・デイビス/文、ローラ・カーリン/絵、BL出版、2014.2、ISBN 978-4-7764-0633-4
- 『ちいさなタグはおおいそがし』スティーヴン・サヴェッジ/さく、講談社、2014.6、ISBN 978-4-06-283081-2
- 『Over in the meadow = おおきなのはら』By John Langstaff illustrated by Feodor Rojankovsky、ラボ教育センター、2015、ISBN 978-4-89811-115-4
- 『ゆうぐれ』ユリ・シュルヴィッツ/作、あすなろ書房、2014.10、ISBN 978-4-7515-2713-9
- 『おばあちゃんからライオンをかくすには』ヘレン・スティーヴンズ/作、ブロンズ新社、2015.1、ISBN 978-4-89309-592-3
- 『みんなからみえないブライアン』トルーディ・ラドウィッグ/作、パトリス・バートン/絵、くもん出版、2015.6、ISBN 978-4-7743-2397-8
- 『バンブルアーディ』モーリス・センダック/作、偕成社、2016.6、ISBN 978-4-03-328610-5
- 『ウィニー：「プーさん」になったクマ』	サリー・M・ウォーカー/原作、ジョナサン・D・ヴォス/絵、汐文社、2016.10、ISBN 978-4-8113-2272-8
- 『フローレンス・ナイチンゲール』デミ/作、光村教育図書、2016.12、ISBN 978-4-89572-896-6
- 『くらやみのなかのゆめ』クリス・ハドフィールド/作、ザ・ファン・ブラザーズ/絵、小学館、2017.2、ISBN 978-4-09-726679-2
- 『空の王さま』ニコラ・デイビス/文、ローラ・カーリン/絵、BL出版、2017.10、ISBN 978-4-7764-0817-8
- 『あさがくるまえに』ジョイス・シドマン/文、ベス・クロムス/絵、岩波書店、2017.12、ISBN 978-4-00-111266-5
- 『わたしのおひっこし』イヴ・バンティング/文、ローレン・カスティーヨ/絵、光村教育図書、2017.12、ISBN 978-4-89572-213-1
- 『この計画はひみつです』ジョナ・ウィンター/文、ジャネット・ウィンター/絵、鈴木出版、2018.6、ISBN 978-4-7902-5356-3
- 『メリークリスマス：世界の子どものクリスマス』R.B.ウィルソン/文、市川里美/画、BL出版、2018.10、ISBN 978-4-7764-0853-6
- 『怪物があらわれた夜：『フランケンシュタイン』が生まれるまで』リン・フルトン/文、フェリシタ・サラ/絵、光村教育図書、2018.12、ISBN 978-4-89572-230-8
- 『おまつりをたのしんだおつきさま：メキシコのおはなし』マシュー・ゴラブ/文、レオビヒルド・マルティネス/絵、のら書店、2019.12、ISBN 978-4-905015-48-2
- 『たったひとりのあなたへ：フレッド・ロジャーズからこどもたちへのメッセージ』エイミー・リード/文、マット・フェラン/絵、光村教育図書、2020.1、ISBN 978-4-89572-250-6
- 『グレタとよくばりきょじん：たったひとりで立ちあがった女の子』ゾーイ・タッカー/作、ゾーイ・パーシコ/絵、フレーベル館、2020.2、ISBN 978-4-577-04870-2
- 『トラといっしょに』ダイアン・ホフマイアー/文、ジェシー・ホジスン/絵、徳間書店、2020.8、ISBN 978-4198651503

### 絵本（アフリカ関連）
- 『ひとつ、アフリカにのぼるたいよう』、ウェンディ・ハートマン/文、ニコラース・マリッツ/絵、	文化出版局、2000.10、ISBN 978-4579404025
- 『おばあちゃんにおみやげをーアフリカの数のお話』イフェオマ・オニェフル/作・写真、偕成社、2000.10、ISBN 978-4033284903
- 『AはアフリカのAーアルファベットでたどるアフリカのくらし』イフェオマ・オニェフル/作・写真、偕成社、2001.9、ISBN 978-4033285207
- 『サバンナのともだち』キャロライン・ピッチャー/文、ジャッキー・モリス/絵、光村教育図書、2002.8、ISBN 978-4895726313
- 『おとうとは青がすきーアフリカの色のお話』イフェオマ・オニェフル/作・写真、偕成社、2006.6、ISBN 978-4033285405
- 『いちばんのなかよし：タンザニアのおはなし』ジョン・キラカ/作、アートン、2006.7、ISBN 4-86193-041-3
- 『アフリカの大きな木バオバブ』ミリアム・モス/文、エイドリアン・ケナウェイ/絵、アートン、2006.8、ISBN 4-86193-051-0
- 『ぼくはまほうつかい』マヤ・アンジェロウ/文、マーガレット・コートニー=クラーク/写真、アートン、2006.9、ISBN 4-86193-060-X
- 『ほーら、これでいい！：リベリア民話』ウォン=ディ・ペイ、マーガレット・H.リッパート/再話、ジュリー・パシュキス/絵、アートン、2006.10、ISBN 4-86193-066-9
- 『おしゃれがしたいビントゥ』シルヴィアン・A.ディウフ/文、シェーン・W.エヴァンス/絵、アートン、2007.2、ISBN 978-4-86193-070-6
- 『いっしょにあそぼうーアフリカの子どものあそび』イフェオマ・オニェフル/作・写真、偕成社、2007.4、ISBN 978-4-03-328550-4
- 『たのしいおまつりーナイジェリアのクリスマス』イフェオマ・オニェフル/作・写真、偕成社、2007.3、ISBN 978-4-03-328560-3
- 『おじさんのブッシュタクシー』	クリスチャン・エパンニャ/作、アートン、2007.4、ISBN 978-4-86193-076-8
- 『かわいいサルマ：アフリカのあかずきんちゃん』ニキ・ダリー/作、光村教育図書、2008.1、ISBN 978-4-89572-671-9
- 『風をつかまえたウィリアム』ウィリアム・カムクワンバ, ブライアン・ミーラー/文、エリザベス・ズーノン/絵、さ・え・ら書房、2012.7、ISBN 978-4-378-04134-6
- 『ふしぎなボジャビのき：アフリカのむかしばなし』ダイアン・ホフマイアー/再話、ピート・フロブラー/絵、光村教育図書、2013.6、ISBN	978-4-89572-858-4
- 『ネルソン・マンデラ』カディール・ネルソン/作・絵、鈴木出版、2014.2、ISBN 978-4-7902-5277-1
- 『トビのめんどり』ポリー・アラキジャ/作、さ・え・ら書房、2014.8、ISBN 978-4-378-04140-7
- 『ごちそうの木：タンザニアのむかしばなし』ジョン・キラカ/作、西村書店東京出版編集部、2017、ISBN	978-4-89013-983-5
- 『チトくんとにぎやかないちば』アティヌーケ/文、アンジェラ・ブルックスバンク/絵、徳間書店、2018.8、ISBN 978-4-19-864599-1
- 『なかよしの水 : タンザニアのおはなし』ジョン・キラカ/作、西村書店東京出版編集部、2019.9、ISBN 978-4-89013-999-6
- 『みずをくむプリンセス』スーザン・ヴァーデ/文、ピーター・H・レイノルズ/絵、さ・え・ら書房、2020.5、ISBN 978-4378041483

### 絵本（アフリカ系アメリカ人の作品）
- 『おしゃれなサムとバターになったトラ』ジュリアス・レスター（英語版）/ぶん、ジェリー・ピンクニー（英語版）/え、ブルース・インターアクションズ、1997.11、ISBN 978-4938339333
- 『ローザ』ニッキ・ジョヴァンニ/文、ブライアン・コリアー/絵、光村教育図書、2007.5、ISBN 978-4-89572-664-1
- 『リンカーンとダグラス』ニッキ・ジョヴァンニ/文、ブライアン・コリアー/絵、光村教育図書、2009.5、ISBN 978-4-89572-687-0
- 『ぼくのものがたりあなたのものがたり：人種についてかんがえよう』ジュリアス・レスター/文、カレン・バーバー/絵、岩崎書店、2009.8、ISBN 978-4-265-06820-3
- 『かあさんをまつふゆ』ジャクリーン・ウッドソン/文、E.B.ルイス/絵、光村教育図書、2009.11、ISBN 978-4-89572-699-3
- 『ライオンとねずみ：イソップものがたり』ジェリー・ピンクニー/作、光村教育図書、2010.5、ISBN 978-4-89572-809-6
- 『むこうがわのあのこ』ジャクリーン・ウッドソン/文、E.B.ルイス/絵、光村教育図書、2010.11、ISBN 978-4-89572-818-8
- 『きみたちにおくるうた：むすめたちへの手紙』バラク・オバマ/文、ローレン・ロング/絵、明石書店、2011.7、ISBN 978-4-7503-3440-0
- 『川のうた』ラングストン・ヒューズ/詩、E.B.ルイス/絵、光村教育図書、2011.10、ISBN 978-4-89572-822-5
- 『つぼつくりのデイヴ』レイバン・キャリック・ヒル/文、ブライアン・コリアー/絵、光村教育図書、2012.1、ISBN 978-4-89572-839-3
- 『じゆうをめざして』シェーン・W・エヴァンズ/作、ほるぷ出版、2012.5、ISBN 978-4-593-50538-8
- 『イライジャの天使：ハヌカとクリスマスの物語』マイケル・J・ローゼン/文、アミナー・ブレンダ・リン・ロビンソン/絵、晶文社、2012.12、ISBN 978-4-7949-6801-2
- 『わたしには夢がある』マーティン・ルーサー・キング・ジュニア/文、カディール・ネルソン/絵、光村教育図書、2013.5、ISBN 978-4-89572-850-8
- 『ひとりひとりのやさしさ』ジャクリーン・ウッドソン/文、E.B.ルイス/絵、BL出版、2013.7、ISBN 978-4-7764-0614-3
- 『うさぎとかめ：イソップものがたり』イソップ/原作、ジェリー・ピンクニー/作、光村教育図書、2013.10、ISBN 978-4-89572-865-2
- 『ハリエットの道』キャロル・ボストン・ウェザフォード/文、カディール・ネルソン/絵、日本キリスト教団出版局、2014.1、ISBN 978-4-8184-0880-7
- 『ほんをひらいて』トニ・モリスン、スレイド・モリスン/文、シャドラ・ストリックランド/絵、ほるぷ出版、2014.10、ISBN 978-4-593-50566-1
- 『ノックノック：みらいをひらくドア』ダニエル・ビーティー/文、ブライアン・コリアー/絵、光村教育図書、2015.7、ISBN 978-4-89572-874-4

### 絵本（科学）
- ちきゅうのえほん（シリーズ）スティーヴ・ポロック/著、ピーター・ウィンガム/絵、リブリオ出版
  - 1『空気』1991.10、ISBN 978-4897842837
  - 2『森林』1991.10、ISBN 978-4897842844
  - 3『水』1991.10、ISBN 978-4897842851
  - 4『土』1991.10、ISBN 978-4897842868
  - 5『野生生物』1991.10、ISBN 978-4897842875
  - 6『人間』1991.10、ISBN 978-4897842882
- 『わたしのひかり』モリー・バング/作、評論社、2011.6、ISBN 978-4-566-00168-8
- 『いきているひかり』モリー・バング、ペニー・チザム/作、評論社、2012.3 ISBN 978-4-566-00169-5
- 『海のひかり』モリー・バング、ペニー・チザム/作、評論社、2014.3、ISBN 978-4-566-00170-1

### 児童書
- シャーロック・ホームズ
  - 『消えた銀星号：シャーロック・ホームズ』コナン・ドイル/作、鴇田幹/絵、小学館、1988、ISBN 4-09-230515-X
  - 『花むこ失踪事件：シャーロック・ホームズ』コナン・ドイル/作、鴇田幹/絵、小学館、1991、ISBN 4-09-230540-0
- 『イースト・オブ・ザ・ムーン』テリー・ジョーンズ/著、マイケル・フォアマン/絵、リブリオ出版、1990、ISBN 4-89784-225-5
- 『風のゆうれい』テリー・ジョーンズ/著、マイケル・フォアマン/絵、リブリオ出版、1990、ISBN 4-89784-227-1
- 『ふしぎの国のアリス』	ルイス・キャロル/原作、永田萠/絵、西本鶏介/監修、小学館、1997、ISBN 4-09-250002-5
- 『その時ぼくはパールハーバーにいた』グレアム・ソールズベリー/作、徳間書店、1998、ISBN 4-19-860884-9
- 『もうひとつの『アンネの日記』』アリソン・レスリー・ゴールド/著、講談社、1998、ISBN 4-06-209246-8
- 『レーナ』ジャクリーン・ウッドソン/作、理論社、1998、ISBN 4-652-07166-3
- 『オーブンの中のオウム』ヴィクター・マルティネス/作、講談社、1998、ISBN 4-06-261658-0
- 『ぺちゃんこスタンレー』ジェフ・ブラウン/文、トミー・ウンゲラー/絵、あすなろ書房、1998、ISBN 4-7515-1884-4
- 『スチュアートの大ぼうけん』E.B.ホワイト/著、ガース・ウイリアムズ/絵、あすなろ書房、2000、ISBN 4-7515-1887-9
- リンの谷のローワン（シリーズ）エミリー・ロッダ/作、佐竹美保/絵、あすなろ書房
  - 1『ローワンと魔法の地図』2000、ISBN 4-7515-2111-X
  - 2『ローワンと黄金の谷の謎』2001、ISBN 4-7515-2112-8
  - 3『ローワンと伝説の水晶』2002、ISBN 4-7515-2113-6
  - 4『ローワンとゼバックの黒い影』2002、ISBN 4-7515-2114-4
  - 5『ローワンと白い魔物』2003、ISBN 4-7515-2115-2
- マディソン通りの少女たち（シリーズ）ジャクリーン・ウッドソン/作、沢田としき/絵、ポプラ社
  - 1『マーガレットとメイゾン』2000、ISBN 4-591-06625-8
  - 2『青い丘のメイゾン』2001、ISBN 4-591-06658-4
  - 3『メイゾンともう一度』2001、ISBN 4-591-06817-X
- 『シャーロットのおくりもの』E.B.ホワイト/作、ガース・ウイリアムズ/絵、あすなろ書房、2001、ISBN 4-7515-1889-5
- 『奇跡の子』ディック・キング=スミス/作、華鼓/絵、講談社、2001.7、ISBN 978-4062107884
- 『ミラクルズボーイズ』ジャクリーン・ウッドソン/作、さわだとしき/絵、理論社、2002、ISBN 4-652-07720-3
- ジュリー
  - 『ジュリー：不思議な力をもつ少女』コーラ・テイラー/作、小学館、2003、ISBN 4-09-290334-0
  - 『ジュリーの秘密』コーラ・テイラー/作、小学館、2007、ISBN 978-4-09-290335-7
  - 『ジュリー：不思議な力をもつ少女』（小学館ファンタジー文庫）コーラ・テイラー/作、小学館、2009、ISBN 978-4-09-230156-6
- 『ヒットラーのむすめ』ジャッキー・フレンチ/作、鈴木出版、2004、ISBN 4-7902-3149-6
- 『ふしぎの国のレイチェル』エミリー・ロッダ/著、杉田比呂美/絵、あすなろ書房、2004、ISBN 4-7515-1898-4
- クロニクル千古の闇（シリーズ）ミシェル・ペイヴァー/作、酒井駒子/画、評論社
  - 1『オオカミ族の少年』2005、ISBN 4-566-02411-3
  - 2『生霊わたり』2006、ISBN 4-566-02412-1
  - 3『魂食らい』2007、ISBN 978-4-566-02413-7
  - 4『追放されしもの』2008、ISBN 978-4-566-02414-4
  - 5『復讐の誓い』2009、ISBN 978-4-566-02415-1
  - 6『決戦のとき』2010、ISBN 978-4-566-02416-8
- 『モロッコのむかし話：愛のカフタンほか』ヤン=クナッパート/編、偕成社、2005、ISBN 4-03-050110-9
- 『いつだってそばに：wit & wisdom fromシャーロットのおくりもの』	E.B.ホワイト/作、ガース・ウイリアムズ/絵、クレヨンハウス、2006、ISBN 4-86101-068-3
- ホーキング博士のスペースアドベンチャー（シリーズ）ルーシー・ホーキング、スティーヴン・ホーキング/作、佐藤勝彦/監修、岩崎書店
  - 1-1『宇宙への秘密の鍵』2008.2、ISBN 978-4-265-82011-5
  - 1-2『宇宙に秘められた謎』2009、ISBN 978-4-265-82012-2
  - 1-3『宇宙の誕生・ビッグバンへの旅』2011、ISBN 978-4-265-82013-9
  - 2-1『宇宙の法則 解けない暗号』2015、ISBN 978-4-265-86011-1
  - 2-2『宇宙の生命 青い星の秘密』2017、ISBN 978-4-265-86012-8
- 『あなたはそっとやってくる』ジャクリーン・ウッドソン/著、あすなろ書房、2008.3、ISBN 978-4-7515-2206-6
- 『テレビのむこうの謎の国』エミリー・ロッダ/著、杉田比呂美/絵、あすなろ書房、2009、ISBN 978-4-7515-2444-2
- 『チュウチュウ通りのゆかいななかまたち（シリーズ）エミリー・ロッダ/作、たしろちさと/絵、あすなろ書房
  - 1『ゴインキョとチーズどろぼう―チュウチュウ通り1番地』2009.9、ISBN 978-4-7515-2591-3
  - 2『クツカタッポと三つのねがいごと』2009、ISBN 978-4-7515-2592-0
  - 3『フィーフィーのすてきな夏休み』2010、ISBN 978-4-7515-2593-7
  - 4『レインボーとふしぎな絵』2010、ISBN 978-4-7515-2594-4
  - 5『チャイブとしあわせのおかし―チュウチュウ通り5番地』2010.7、ISBN 978-4-7515-2595-1
  - 6『クイックと魔法のスティック』2010、ISBN 978-4-7515-2596-8
  - 7『レトロと謎のボロ車』2010、ISBN 978-4-7515-2597-5
  - 8『マージともう一ぴきのマージ』2011、ISBN 978-4-7515-2598-2
  - 9『セーラと宝の地図』2011、ISBN 978-4-7515-2599-9
  - 10『スタンプに来た手紙』2011、ISBN 978-4-7515-2600-2
- 『はみだしインディアンのホントにホントの物語』シャーマン・アレクシー/著、エレン・フォーニー/絵、小学館、2010、ISBN	978-4-09-290514-6
- 『モーツァルトはおことわり』マイケル・モーパーゴ/著、岩崎書店、2010.7、ISBN 978-4265820252
- 『ゆかいな農場』マルセル・エーメ/作、さとうあや/画、福音館書店、2010、ISBN 978-4-8340-0829-6
- 『わたしは、わたし』ジャクリーン・ウッドソン/作、鈴木出版、2010、ISBN	978-4-7902-3233-9
- 『The cooking stoves of Enzaro Village』written by Sakuma Yumiko illustrated by Sawada Toshiki、Japan-Africa Children's Books Project、2011
- 『Jiko la kuni kijijini Enzaro	mtunzi』: Sakuma Yumiko msanifu wa picha: Sawada Toshiki、Japan-Africa Children's Books Project、2011
- 『だれも知らない犬たちのおはなし』エミリー・ロッダ/著、山西ゲンイチ/絵、あすなろ書房、2012、ISBN 978-4-7515-2477-0
- 『謎の国からのSOS』エミリー・ロッダ/著、杉田比呂美/絵、あすなろ書房、2013、ISBN 978-4-7515-2478-7
- 『シャイローがきた夏』フィリス・レイノルズ・ネイラー/著、あすなろ書房、2014、ISBN 978-4-7515-2229-5
- 『消えた犬と野原の魔法』フィリパ・ピアス/作、ヘレン・クレイグ/絵、徳間書店、2014、ISBN 978-4-19-863895-5
- 『白いイルカの浜辺』ジル・ルイス/作、評論社、2015、ISBN 978-4-566-01394-0
- 『紅のトキの空』ジル・ルイス/作、評論社、2016、ISBN 978-4-566-01398-8
- 『ヒットラーのむすめ』（新装版）ジャッキー・フレンチ/作、鈴木出版、2018、ISBN 978-4-7902-3340-4
- 『風がはこんだ物語』ジル・ルイス/文、ジョー・ウィーヴァー/絵、あすなろ書房、2018、ISBN 978-4-7515-2932-4
- 『シャイローと歩く秋』フィリス・レイノルズ・ネイラー/著、あすなろ書房、2019、ISBN 978-4-7515-2940-9
- 『明日をさがす旅：故郷を追われた子どもたち』アラン・グラッツ/作、福音館書店、2019、ISBN 978-4-8340-8385-9

### 児童書（アフリカ関係）
- 『アフリカの子：少年時代の自伝的回想』カマラ=ライエ/作、偕成社、1980
- 『カマキリと月：南アフリカの八つのお話』マーグリート・ポーランド/作、リー・ヴォイト/絵、福音館書店、1988、ISBN 4-8340-0815-0
- 『モロッコのむかし話：愛のカフタン/ほか』ヤン=クナッパート/編、偕成社、1990、ISBN 4-03-535110-5
- 『わたしは歌う：ミリアム・マケバ自伝』	ミリアム・マケバ、ジェームズ・ホール/著、福音館書店、1994、ISBN 4-8340-1177-1
- 『バオバブの木と星の歌：アフリカの少女の物語』レスリー・ビーク/作、近藤理恵/絵、小峰書店、1994、ISBN 4-338-11402-9
- 『ライオンと歩いた少年』エリック・キャンベル/作、中村和彦/絵、徳間書店、1996、ISBN 4-19-860447-9
- 『炎の鎖をつないで：南アフリカの子どもたち』ビヴァリー・ナイドゥー/作、偕成社、1997、ISBN 4-03-726620-2
- 『ゾウの王パパ・テンボ』』エリック・キャンベル/作、有明睦五郎/挿絵、徳間書店、2000、ISBN 4-19-861201-3
- 『カマキリと月：南アフリカの八つのお話』マーグリート・ポーランド/作、リー・ヴォイト/画、福音館書店、2004、ISBN 4-8340-0663-8
- 『リトル・ソルジャー』バーナード・アシュリー/作、ポプラ社、2005、	ISBN 4-591-08625-9
- 『沈黙のはてに』アラン・ストラットン/著、あすなろ書房、2006、ISBN 4-7515-2198-5
- 『ぼくはマサイ：ライオンの大地で育つ』ジョゼフ・レマソライ・レクトン/著、ハーマン・ヴァイオラ/編、さ・え・ら書房、2006、ISBN 4-378-03404-2
- 『ヘブンショップ』デボラ・エリス/作、鈴木出版、2006、ISBN 4-7902-3163-1
- 『白いキリンを追って』ローレン・セントジョン/著、あすなろ書房、2007、ISBN 978-4-7515-2205-9
- 『砂の上のイルカ』ローレン・セントジョン/著、あすなろ書房、2013、	ISBN 978-4-7515-2225-7
- 『ミサゴのくる谷』ジル・ルイス/作、評論社、2013、ISBN 978-4-566-01385-8
- 『路上のストライカー』マイケル・ウィリアムズ/作、岩波書店、2013、ISBN 978-4-00-116404-6
- 『ノウサギのムトゥラ : 南部アフリカのむかしばなし』ビヴァリー・ナイドゥー/作、ピート・フロブラー/絵、岩波書店、2019、ISBN 978-4-00-116019-2

### 一般書
- 『子どもを喰う世界』ピーター・リーライト/著、さくまゆみこ、くぼたのぞみ/共訳、晶文社、1995、ISBN 4-7949-6202-9
- 『子どもの本の歴史ー写真とイラストでたどる』ピーター・ハント/編、さくま ゆみこ、福本 友美子、こだま ともこ/共訳、柏書房、2001.10、ISBN 978-4760121403
- 『国際アンデルセン賞の受賞者たち：1956-2002』さくまゆみこ、福本友美子/訳、日本児童文学/日本児童文学者協会/編、メディアリンクス・ジャパン、2003.7、ISBN 978-4902035018

### 点字本
- 『キバラカと魔法の馬：アフリカのふしぎばなし』さくまゆみこ/編訳、太田大八/画、日本ライトハウス（冨山房）、1982
- 『炎の鎖をつないで 南アフリカの子どもたち』ビヴァリー・ナイドゥー/作、日本ライトハウス（偕成社）、1998
- 『ライオンと歩いた少年』エリック・キャンベル/作、日本ライトハウス（徳間書店）、1998
- 『ぺちゃんこスタンレー』ジェフ・ブラウン/著、日本ライトハウス（あすなろ書房）、2000
- 『もうひとつの『アンネの日記』』アリソン・レスリー・ゴールド/著、日本ライトハウス（講談社）、2000
- 『ゾウの王パパ・テンボ』』エリック・キャンベル/作、有明睦五郎/挿絵、日本ライトハウス（徳間書店）、2005
- クロニクル千古の闇（シリーズ）ミシェル・ペイヴァー/作、日本ライトハウス（評論社）
  - 1『オオカミ族の少年』2006
  - 2『生霊わたり』2007
  - 3『魂食らい』2007
  - 4『追放されしもの』2008
  - 5『復讐の誓い』2010
  - 6『決戦のとき』2010
- 『モーツァルトはおことわり』マイケル・モーパーゴ/著、日本ライトハウス（岩崎書店）、2011
- 『はみだしインディアンのホントにホントの物語』シャーマン・アレクシー/著、エレン・フォーニー/絵、日本ライトハウス（小学館）、2011
- 『ゆかいな農場』マルセル・エーメ/著、日本ライトハウス（福音館書店）、2012
- 『紅のトキの空』ジル・ルイス/作、日本ライトハウス（評論社）、2016

## 雑誌掲載、寄稿など
- 月刊 たくさんのふしぎ 福音館書店 
  - 『エンザロ村のかまど』さくまゆみこ/文、沢田としき/絵、(通号 227) 2004-02 p.1-40p

- 月刊 おおきなポケット 福音館書店 
  - 『おにいちゃんなんか いなくなっちゃえ！ーキティのおはなしー』ベル・ムーニー/作、柳生まち子/絵、(通号 158) 2005-05 p.37-48p
  - 『くまさんがいない！ーキティのおはなしー』ベル・ムーニー/作、柳生まち子/絵、(通号 183) 2007-06 p.37-48p
  - 『もっとここにいたいのに』ベル・ムーニー/作、柳生まち子/絵、 (通号 209) 2009-08 p.37-48p

- 月刊 こどものとも 福音館書店 
  - 『クモのつな：西アフリカ・シエラレオネの昔話』斎藤隆夫/画、(通号 632) 2008-11 p.1-32p

- 月刊 子どもと読書 親子読書・地域文庫全国連絡会 
  - 「子どもの本で戦争と平和を考える (子どもの本と平和)」(382) 2010 p.2～6

- 月刊 子どもの本棚 日本子どもの本研究会 
  - 「子どもの本で日本とアフリカをつなぐ (特集 海外への読書活動支援--もうひとつのボランティア活動)」40(2) (通号 508) 2011-02 p.19～21

- 月刊 子どもの本 日本児童図書出版協会 
  - 「ケニアの人たちと友だちになるために」
    - (1)「エンザロ・ジコ」と「パティパティ」27(7) (通号 311) 2001-07 p.8～11
    - (2)「自分たちでつくるかまど(エンザロ・ジコ)が活躍」27(8) (通号 313) 2001-08 p.8～11
    - (3)「エンザロ村の小学生たち」 27(9) (通号 314) 2001-09 p.46～49
    - (4)「各地に広がるエンザロ・ジコ」27(10) (通号 315) 2001-10 p.30～33
    - (5)「エンザロ村の昔語り」27(11) (通号 316) 2001-11 p.8～11
    - (6)「エンザロ村の学校事情」28(1) (通号 318) 2002-01 p.52～55

  - 「エンザロ村のかまどと図書館」31(4) (通号 359) 2005-04 p.12～15
  - 「私の新刊『ヘブン・ショップ』」デボラ・エリス/作、32(3) (通号 370) 2006-03 p.3
  - 「私の新刊『かわいいサルマ』（アフリカのあかずきんちゃん）」ニキ・ダリー/作、32(3) (通号 370) 2006-03 p.3
  - 「翻訳家に教わる 世界の子どもの本(12)アフリカの子どもの本」39(12) (通号 475) 2013-12 p.10-11
  - 「子どもの本に見る新しい家族」
    - (1)「今、子どもの本は家族をどう描いているか」 43(5) (通号 522) 2017-05 p.59-62
    - (2)「母親は家出する」43(6) (通号 523) 2017-06 p.48-51
    - (3)「親の離婚や再婚はどう描かれてきたか」43(7) (通号 526) 2017-07 p.32-35
    - (4)「問題を抱える親、大人になれない親」43(8) (通号 527) 2017-08 p.38-41
    - (5)「母子家庭のがんばるお母さん」43(9) (通号 528) 2017-09 p.52-55
    - (6)「父子家庭のお父さんたちは、どう描かれてきたか?」43(10) (通号 529) 2017-10 p.38-41
    - (7)「外から来た親」はどう描かれてきたか」43(11) (通号 530) 2017-11 p.49-52
    - (8)「外から来た子ども」は、絵本ではどう描かれてきたか」43(12) (通号 531) 2017-12 p.38-41
    - (9)「外から来た子ども」をアメリカの児童文学はどう描いてきたか」44(1) (通号 532) 2018-01 p.44-47
    - (10)「外から来た子ども」をイギリスの児童文学はどう描いてきたか？」44(2) (通号 533) 2018-02 p.44-47
    - (11)「外から来た子ども」を日本の児童文学はどう描いてきたか？」44(3) (通号 534) 2018-03 p.38-41
    - (12・最終回)「もっと多様性を！」44(4) (通号 535) 2018-04 p.44-47

- 学習研究社 
  - 『お話びっくり箱1年：読み物特集号：科学と学習の増刊 上：はちみつをなめたノウサギ』さくまゆみこ/再話、あべ弘士/絵、学習研究社、2001
  - 『話のびっくり箱2年：読み物特集号：科学と学習の増刊 上：ノウサギの耳が長いわけ』さくまゆみこ/再話、沢田としき/絵、学習研究社、2006
  - 『10分で読める名作 1年生：はちみつを なめた のうさぎ さくまゆみこ/文、清重伸之/絵』岡信子、木暮正夫/選、学習研究社、2007.4、ISBN 978-4-05-202675-1
  - 『10分で読める名作 1年生：はちみつを なめた のうさぎ さくまゆみこ/文、清重伸之/絵』岡信子、木暮正夫/選、学研プラス、2019.9、ISBN 978-4-05-204993-4

- 鬼ヶ島通信 
  - 「座談会 いま、編集者の役割は？ (特集 子どもの本の編集者)」 斉藤洋、さくまゆみこ、金沢千秋 他、(38) 2001 p.26～44
  - 「子どもの本で言いたい放題から」 (51) 2008 p.111～114

- 婦人之友  婦人之友社
  - 「北欧と西ドイツの16ミリの作品二つ」7月号、1981.06
  - 『白い魔女ばあさん（現代アフリカの短編小説』グレイス・オゴト/作、1.2月号、1985.12
  - 『雨（現代アフリカの短編小説』グレイス・オゴト/作、3月号、1986.02
  - 『深い河（現代アフリカの短編小説』ベッシー・ヘッド/作、4月号、1986.03
  - 『帰ってきた女（現代アフリカの短編小説』ベッシー・ヘッド/作、5月号、1986.04
  - 『風と少年現代アフリカの短編小説）』ベッシー・ヘッド/作、6月号、1986.05
  - 「子どもに夢をおくる人々〜子どもの本世界大会のこと」10月号、1986.09
  - 『ある出発（現代アフリカの短編小説）』M.G.ヴァサンジ/作、7月号、1995.06
  - 『夜の山（現代アフリカの短編小説）』チャールズ・ムンゴシ/作、8月号、1995.08
  - 『魔法の薬草（現代アフリカの短編小説）』ドリス・レッシング/作、9月号、1995.09
  - 『百歳の昔語り（現代アフリカの短編小説）』ベキ・ントゥーリ/作、10月号、1995.10
  - 『雨（現代アフリカの短編小説）』リチャード・リーヴ/作、11月号、1995.11
  - 『二人の妻（現代アフリカの短編小説）』アルカリ・ザイナブ/作、12月号、1995.12
  - 「座談会 宇宙と人：星空を見上げて」佐藤勝彦、さくまゆみこ、千住明、106(7) (通号 1310) 2012-07 p.12-27

- 詩学  詩学社
  - 『ミシェル・ドゥギー作品集』11.12月号、1971.11

- 朝日家庭便利帳  朝日新聞社
  - 『チベット昔話　ドボンが来るぞ！』4月号、1993.03
  - 『ナイジェリア・イビビオ人の昔話』4月号、1993.03

- 日本児童文学 / 日本児童文学者協会 編 
  - 「アフリカの児童文学の現状 (世界児童文学の現在-3-アジアetc.<特集>)」32(4) 1986-04 p.p23～27
  - 「アフリカ 独自の文化を子どもに伝える (特集 変動する世界と児童文学 ; 各地域の子どもの現在・児童文学の現在)」42(6) 1996-06 p.56～59
  - 「翻訳という窓から見た世界の児童文学の状況 (特集:児童文学の翻訳を考える)」47(6) (通号 536) 2001 p.8～12
  - 「翻訳ってなんだ? (特集 翻訳の舞台裏)」57(5) (通号 595) 2011 p.30～38
  - 「座談会 現代児童文学の終焉とその未来 (特集 児童文学・新しい地平を探る)」、佐藤宗子、ひこ田中、さくまゆみこ、いずみたかひろ、62(6) (通号 626) 2016 p.38-52
  - 『おすすめ！ 日本の子どもの本』Japanese children's books：JBBY選海外にも紹介したい子どもの本 さくまゆみこ、代田知子、土居安子、野上暁、広松由希子/選書・執筆、2018、2019、2020
  - 『おすすめ！ 世界の子どもの本』Translated Children’s Books さくまゆみこ、代田知子、神保和子、土居安子、福本友美子／選書・執筆、2018、2019

- こどもの図書館 
  - 「どうしてアフリカ？どうして図書館？」愛知支部学習会 助成事業報告 さくまゆみこ氏講演会、60(2) 2013-02 p.11

- 絵本bookend / 絵本学会機関誌編集委員会 編 
  - 「編集者座談会 フリー編集者の仕事と魅力」さくまゆみこ、細江幸世、山縣彩、申明浩、2017 p.92-99

- 語りの世界 
  - 「多様なる民族と神々 カマキリとバオバブとアフリカの神話 (特集 神話の魅力 : 魂の奥底に触れる)」(68) 2020 p.44-51

- 『子どもに読んであげたい365日のおはなし：夜の長 さくまゆみこ/文』野上暁/編、成美堂出版、2014.3、ISBN 978-4-415-31753-3

- 青山学院女子短期大学紀要 = Journal of Aoyama Gakuin Women's Junior College / 青山学院女子短期大学 編 
  - 「アフリカ人作家・画家がつくった児童書の日本での受容について」68 2014-12 p.81-99

- 青山学院女子短期大学総合文化研究所年報 / 青山学院女子短期大学総合文化研究所 編 
  - 「新しい家族のかたち」(24) 2016-12 p.1-3
  - 「絵本や児童文学における新しい家族のかたち : 英米のリアリズム作品にみる非血縁の家族 (新しい家族のかたち)」(24) 2016-12 p.5-26
  - 「新しい家族のかたち (新しい家族のかたち)」(24) 2016-12 p.1-3

- 装苑 　文化出版局
  - 「ロンドン便り　ロンドンという町」2月号、1974.01
  - 「ロンドン便り　パブあれこれ」	3月号、1974.02
  - 「ロンドン便り　暗い冬」4月号、1974.03
  - 「ロンドン便り　パーティの夜」	5月号、1974.04
  - 「ロンドン便り　メアリー・カントとスインギング・ロンドンの話」7月号、1974.06
  - 「ロンドン便り　ロンドンは日本ブーム、といってもオペアの話」	9月号、1974.08
  - 「ロンドン便り　フルート吹きのケン」12月号、1974.11
  - 「ロンドン便り　コヴェント・ガーデンの朝」1975/1月号、1974.12
  - 「ロンドン便り　京子」2月号、1975.01
  - 「ロンドン便り　ティムとアーディゾーニ」3月号、1975.02
  - 「ロンドン便り　マジックバス」	4月号、1975.03
  - 「ロンドン便り　アーニーおじさん」5月号、1975.04
  - 「ロンドン便り　ラルフ・マクテルは変り者」6月号、1975.06
  - 「ロンドン便り　帰って来なかったリズ」9月号、1975.08
  - 「西ドイツ便り　パーティの夜と朝」11月号、1975.10
  - 「イタリア便り　夜汽車で会ったペーター」12月号、1975.11
  - 「ゆみこの世界貧乏旅行　小さな漁村で出会ったジジ」1976/1月号、1975.12
  - 「ゆみこの世界貧乏旅行　市場めぐりは楽しいな」2月号、1976.02
  - 「ゆみこの世界貧乏旅行　貧乏歌手のロブの話」4月号、1976.03
  - 「ゆみこの世界貧乏旅行　ロンドンのシアターとデイヴィッドの話」5月号、1976.04
  - 「ゆみこの世界貧乏旅行　ミュンヘンとビールの話」6月号、1976.05
  - 「ゆみこの世界貧乏旅行　ベルリンの壁」10月号、1976.09
  - 「ゆみこの世界貧乏旅行　日本語の先生」12月号、1976.11
  - 「ゆみこの世界貧乏旅行　バオバブの木とたくましいアフリカ人」
  - 「ゆみこの世界貧乏旅行　熱帯雨林を行く」
  - 「ゆみこの世界貧乏旅行　地の果てのチャド湖」
  - 「ロンドンで活躍する日本の若者たち１　実験劇場の役者　楠原映二」1月号、1976.12
  - 「ロンドンで活躍する日本の若者たち２　サラリーマンから人形つかいへ　ヤスダ・カズ」2月号、1977.01
  - 「ロンドンで活躍する日本の若者たち３　写真に生きる　ハービー・ヨシノリ・山口」3月号、1977.02
  - 「ロンドンで活躍する日本の若者たち４　マスターカッター　茂木正行」4月号、1977.03
  - 「ロンドンで活躍する日本の若者たち５　通訳、ガイドのかがたちずこ」5月号、1977.04
  - 「ロンドンで活躍する日本の若者たち６　国際結婚の先輩　ふみ・チャップマン」6月号、1977.05
  - 「ヨーロッパの偏西風発　「２１世紀のミセス・ビートン」と「ステップニー・シスターズ」7月号、1976.06
  - 「ヨーロッパの偏西風発　６５％の電気料金値上げ」3月号、1976.02
  - 「ヨーロッパの偏西風発　新雑誌「アフリカ・ウーマン」登場」4月号、1976.03
  - 「ヨーロッパの偏西風発　今ナイジェリアの女性たちは」5月号、1976.04

- 月刊絵本 　すばる書房盛光社
  - 「ロンドン通信　パフィン・ショー」7月号、1973.06
  - 「ロンドン通信　子どものシアターと子どもの図書館」12月号、1973.11
  - 「ロンドン通信　アーディゾーニ展覧会」3月号、1974.02
  - 「ロンドン通信　ウーマン・リブと絵本」9月号、1974.08
  - 「ロンドン通信　子どもの本の展覧会」10月号、1974.09
  - 「アーディゾーニおじさんを訪ねて」2月号、1975.01
  - 「ロンドン通信　いたずらっこの作家　クリスチャーナ・ブランドさん」6月号、1975.05
  - 「ドイツ絵本作家インタビュー　ゲルハルト・オーバーレンダー」11月号、1975.10
  - 「ドイツ絵本作家インタビュー　ゲルハルト・オーバーレンダー」11月号、1975.10
  - 「ドイツ絵本作家インタビュー　ヤノシュ」12月号、1975.11
  - 「ドイツ絵本作家インタビュー　ビネット・シュルーダー」1976/1月号、1975.12
  - 「ドイツ絵本作家インタビュー　ジグリット・ホイク」2月号、1976.01
  - 「『プーさんおおいに困る』について」8月号、1977.07

- 毎日小学生新聞 　
  - 「イギリスのまつり」1974.10.18
  - 「イギリスの小学校も夏休み　冒険広場」1975.8.1
  - 「西ドイツ『ミュンヘンの小学校』」1975.10.10
  - 「英仏海峡に挑む“海の勇士たち”」1975.7.9

- 毎日小学生新聞 　
  - 「イギリスのまつり」1974.10.18
  - 「イギリスの小学校も夏休み　冒険広場」1975.8.1
  - 「西ドイツ『ミュンヘンの小学校』」1975.10.10
  - 「英仏海峡に挑む“海の勇士たち”」1975.7.9

- 毎日新聞 　
  - 「ロンドン　リブが作った新しい幼稚園　上」	1976.01.12
  - 「ロンドン　リブが作った新しい幼稚園　下」	1976.01.13

- 話の特集 　
  - 「中国キョロキョロ紀行」8月号、1972.07
  - 「ロンドン子守唄」8月号、1973.07
  - 「ロンドン子守唄2　マハラジのことなど」7月号、1974.06

- 図書新聞 　
  - 「子どもの本　世界から　アフリカ（上）」1981.05.30
  - 「子どもの本　世界から　アフリカ（下）」1981.06.20

- その他 
  - 「若き教師の目の輝き　ナイジェリアの子どもたち」「のびのび」朝日新聞社、4月号、1977.03
  - 「女たちの歌が聞こえる抵抗の朝」「わたしは女」JICC出版局、10月号、1977.09
  - 「女の子だって冒険がしたいのだ　絵本における性差別」「フェミニスト」、10/25、1977.10
  - 「マケバの歌とイサンゴマ」「あのね」福音館書店、7月号、1994.07

### 注記
1. ↑  リストは、「バオバブの木と星のうた さくまゆみこ」 、2020年5月28日閲覧、より引用し、出典を明記した。
2. ↑  社会福祉法人 日本ライトハウス、日本ライトハウスでの点字化分。（かっこ）内は原作出版社。